# Eugeniusz Hinterhoff
Eugeniusz Hinterhoff, także jako Eugène Hinterhoff (ur. 2 lub 3 marca 1895, zm. 28 lutego 1972) – kapitan dyplomowany artylerii Wojska Polskiego II RP, dziennikarz, publicysta wojskowy, sowietolog, awansowany na stopień podpułkownika przez władze RP na uchodźstwie, kawaler Orderu Virtuti Militari.

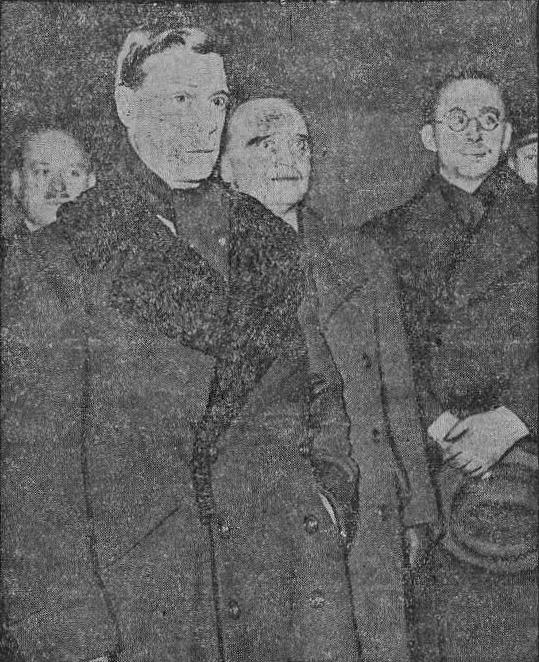
Od prawej Eugeniusz Hinterhoff, dr Michael Skubl (dyrektor Policji Federalnej w Wiedniu) i były król angielski Edward VIII Windsor w grudniu 1936 w Wiedniu

## Życiorys
Eugeniusz Hinterhoff urodził się 2 lub 3 marca 1895. Pochodził z polskiej rodziny szlacheckiej z obszaru Inflant. Podczas I wojny światowej był żołnierzem armii Imperium Rosyjskiego, po czym w stopniu podporucznika dołączył do powstałej pod koniec 1917 5 baterii I Korpusu Polskiego w Rosji gen. Józefa Dowbora-Muśnickiego. Według swojej relacji, w 1917 został skazany na karę śmierci na obszarze Imperium Rosyjskiego. U kresu wojny na początku listopada 1918, będąc studentem Uniwersytetu Warszawskiego został jednym z siedmiu członków Akademickiego Komitetu Wykonawczego. Po odzyskaniu przez Polskę niepodległości jako były oficer armii rosyjskiej dekretem Naczelnego Wodza z 23 grudnia 1918 został przyjęty do Wojska Polskiego, zatwierdzony w stopniu porucznika ze starszeństwem z dniem 20 kwietnia 1918 i z dniem 11 listopada 1918 otrzymał przydział do Szkoły Oficerów Artylerii w Rembertowie. Został awansowany na stopień kapitana artylerii Sztabu Generalnego ze starszeństwem z dniem 1 czerwca 1919. Odbył I Kurs Wojennej Szkoły Sztabu Generalnego w 1919. W szeregach 1 dywizjonu artylerii konnej uczestniczył w wojnie polsko-bolszewickiej, za co otrzymał Order Virtuti Militari. Później pozostawał żołnierzem 4 dywizjonu artylerii konnej w Suwałkach, skąd w 1923 jako oficer zawodowy był przydzielony do Biura Ścisłej Rady Wojennej. Od 3 listopada 1924 do 1925 odbył IV Kurs Doszkolenia w Wyższej Szkole Wojennej, uzyskując tytuł oficera dyplomowanego. W 1928 był oficerem 9 pułku artylerii polowej w Białej Podlaskiej. Równolegle udzielał się jako komentator wojskowy, m.in. był autorem artykułu opublikowanego w 1922 na łamach brytyjskiego czasopisma „Royal Artillery Journal”. Publikował w wojskowych czasopismach: „Przegląd Artyleryjski”, „Przegląd Wojskowo-Techniczny”, „Przegląd Wojskowy”, „Bellona”. Ukończył studia z tytułem magistra. We wrześniu 1930 w Warszawie brał udział w ogólnopolskim turnieju o mistrzostwo armii w tenisie. W czerwcu 1930 został przeniesiony do 22 Dywizji Piechoty Górskiej w Przemyślu na stanowisko szefa sztabu. W listopadzie 1932 został zwolniony z zajmowanego stanowiska z pozostawieniem bez przynależności służbowej i równoczesnym oddaniem do dyspozycji dowódcy Okręgu Korpusu Nr X. Z dniem 30 kwietnia 1933 został przeniesiony w stan spoczynku. W 1934 był przydzielony do Oficerskiej Kadry Okręgowej nr I jako oficer przewidziany do użycia w czasie wojny i pozostawał wówczas w ewidencji Powiatowej Komendy Uzupełnień Warszawa Miasto III.
Podjął pracę w sferze prasowej. Został korespondentem Polskiej Agencji Telegraficznej we Lwowie. Później był korespondentem PAT w Wiedniu, skąd po dokonaniu przez Niemców Anschlussu Austrii z 12 marca 1938 został przeniesiony na stanowisko korespondenta PAT w Pradze. Tam 15 marca 1939 był świadkiem wkroczenia Niemców (zob. Protektorat Czech i Moraw). 16 marca 1939 został aresztowany przez Gestapo w Pradze w gronie tysięcy zatrzymanych osób i nie został zwolniony mimo interwencji konsula RP, Jóźwiaka. Był przetrzymywany w jednym z obozów koncentracyjnych, utworzonych wówczas przez Niemców w Czechach. W informacji udzielonej przez MSZ III Rzeszy był oskarżony przez Niemców o ciężkie przestępstwo kryminalne. Był więziony przez trzy miesiące, po czym w śledztwie został oczyszczony ze stawianych mu zarzutów, zwolniony z aresztu i w lipcu 1939 powrócił do Warszawy.
Podczas II wojny światowej znalazł się na Zachodzie. Publikował prace publicystyczne na łamach czasopism „Wiadomości Polskie, Polityczne i Literackie”, „Dziennik Polski”. W 1942 założył w Londynie Klub Komentatorów Wojskowych (ang. Military Commentators' Circle), którego został sekretarzem honorowym.
Po wojnie pozostał na emigracji. Został mianowany przez władze RP na uchodźstwie majorem, a później podpułkownikiem artylerii. W 1949 został naturalizowany w Wielkiej Brytanii, zamieszkiwał wówczas w Londynie. Jako publicysta był współpracownikiem emigracyjnych pism „Wiadomości”, „Orzeł Biały”, paryskiej „Kultury”. Ponadto jego prace publikowano w pismach zachodnioeuropejskich (np. holenderskim „NATO's Fifteen Nations ”) i amerykańskich (np. „Correspondent”, wydawany w Cambridge). Od 1957 był stałym korespondentem wojskowym (defense correspondent) londyńskiego periodyku „Tablet”. W 1960 otrzymał Nagrodę Pisarską Stowarzyszenia Polskich Kombatantów za pracę pt. Disengagement. Został członkiem amerykańskiej Akademii Nauk Politycznych i Społecznych oraz brytyjskiego Królewskiego Instytutu Spraw Międzynarodowych i Instytutu Studiów Strategicznych. W 1962 i 1963 był stypendystą NATO. Wykładał w Defence College NATO. Odbywał podróże naukowe na całym świecie. Specjalizował się w sowietologii. Uzyskał tytuł naukowy doktora w zakresie nauk społecznych. W 1969 działał w zawiązanym w Londynie komitecie obchodu 50-lecia Wyższej Szkoły Wojennej (ang. Ex. P.G.S. Officers' Association).
Zmarł 28 lutego 1972. Został pochowany na Cmentarzu Gunnersbury w Londynie. Był żonaty z Węgierką, która uratowała mu życie, gdy w 1939 aresztowany został przez gestapo w Pradze.

## Publikacje
- Zagon na Korosteń (w: „Przegląd Kawaleryjski”  4/1932)[68]
- Moja odpowiedź. Fakty i dokumenty (1942)[69][70][71]
- Disengagement (1959, Londyn)[72][73]

## Ordery i odznaczenia
- Krzyż Srebrny Orderu Wojskowego Virtuti Militari nr 5243 – 28 lutego 1922[74]
- Order Odrodzenia Polski[3]
- Krzyż Walecznych (dwukrotnie: przed 1923)
- Srebrny Krzyż Zasługi (28 lutego 1925)[75][19]
- Krzyż Oficerski Orderu Korony Rumunii (Rumunia, przed 1923)[17]
- Krzyż Oficerski Orderu Gwiazdy Rumunii (Rumunia, przed 1928)[19]
- Krzyż Oficerski Orderu Świętego Sawy (Jugosławia, przed 1928)[19]
- Krzyż Oficerski Orderu Białej Róży Finlandii (Finlandia, przed 1928)[19]
- Order Krzyża Wolności III klasy (Estonia, przed 1928)[19][76]
- Order Imperium Brytyjskiego (1 stycznia 1968, za działalność na polu piśmiennictwa wojskowego oraz jako sekretarz honorowy KKW)[20][77]
- Medal Zwycięstwa (Médaille Interalliée) (przed 1928)[19]